# Єленіно (Щецинецький повіт)
Єленіно (пол. Jelenino) — село в Польщі, у гміні Щецинек Щецинецького повіту Західнопоморського воєводства.
Населення — 318 осіб (2011).

## Демографія
Демографічна структура станом на 31 березня 2011 року:
|          | Загалом | Допрацездатний вік | Працездатний вік | Постпрацездатний вік |
| -------- | ------- | ------------------ | ---------------- | -------------------- |
| Чоловіки | 155     | 36                 | 107              | 12                   |
| Жінки    | 163     | 35                 | 98               | 30                   |
| Разом    | 318     | 71                 | 205              | 42                   |